# Goose Island (ö i Australien, South Australia, Yorke Peninsula)
Goose Island är en ö i Australien. Den ligger i kommunen Yorke Peninsula och delstaten South Australia, omkring 120 kilometer nordväst om delstatshuvudstaden Adelaide. Arean är 0,11 kvadratkilometer.
Genomsnittlig årsnederbörd är 570 millimeter. Den regnigaste månaden är juni, med i genomsnitt 112 mm nederbörd, och den torraste är januari, med 12 mm nederbörd.